# David Poisson
David Poisson (Annecy, Alta Saboya; 31 de marzo de 1982-Nakiska, Alberta; 13 de noviembre de 2017) fue un esquiador francés, ganador de una medalla de bronce en el Campeonato del Mundo, y tuvo un podio en la Copa del Mundo de Esquí Alpino. Falleció el 13 de noviembre luego de sufrir una caída durante una sesión de entrenamiento.

## Resultados

### Juegos Olímpicos de Invierno
- 2010 en Vancouver, Canadá
  - Descenso: 7.º
- 2014 en Sochi, Rusia
  - Descenso: 16.º
  - Super Gigante: 17.º

### Campeonatos Mundiales
- 2005 en Bormio, Italia
  - Descenso: 9.º
  - Super Gigante: 9.º
- 2009 en Val-d'Isère, Francia
  - Super Gigante: 34.º
- 2013 en Schladming, Austria
  - Descenso: 3.º
- 2015 en Vail/Beaver Creek, Colorado, Estados Unidos
  - Descenso: 14.º

### Copa del Mundo

#### Clasificación General Copa del Mundo
- 2003-2004: 140.º
- 2004-2005: 98.º
- 2006-2007: 143.º
- 2007-2008: 72.º
- 2008-2009: 74.º
- 2009-2010: 66.º
- 2010-2011: 147.º
- 2011-2012: 75.º
- 2012-2013: 50.º
- 2013-2014: 82.º
- 2014-2015: 76.º